# 源経頼
源 経頼（みなもと の つねより）は、平安時代中期の公卿。宇多源氏、参議・源扶義の次男。官位は正三位・参議。

## 経歴
長徳4年（998年）に従五位下に叙爵し、寛弘2年（1005年）には玄蕃頭に任ぜられる。寛弘7年（1010年）従五位上・少納言。長和3年（1014年）左少弁に任ぜられると、長和4年（1015年）正五位上、寛仁3年（1019年）右中弁、寛仁4年（1020年）従四位上・権左中弁、治安2年（1022年）正四位下、治安3年（1023年）左中弁と弁官を務めながら昇進する。長元2年（1029年）蔵人頭兼右大弁になると、翌長元3年（1030年）参議に任ぜられ公卿に列した。
議政官として、中宮権大夫・兵部卿・左大弁・勘解由長官などを務め、長暦2年（1038年）正三位に至る。長暦3年（1039年）8月24日薨去。享年55または64。最終官位は参議正三位行左大弁

## 人物
宇多天皇の4世孫として、祖先より相伝の源家流故実礼法を有していたことに加え、藤原道長・藤原頼通・藤原実資・藤原公任・藤原行成らと交流して藤原氏諸流の儀礼を熱心に学び、『西宮記』勘物（青縹書）を作成すると共に日記『左経記』を著した。『左経記』や経頼の故実学は、のちに源俊明・源能俊・源俊雅ら醍醐源氏高明流の官人や、藤原頼長・藤原忠親らの平安末期の公卿間に影響を与えた。ほかにも『類聚符宣抄』も著している。

## 逸話
従兄弟にあたる藤原頼通との交流があり、経頼はしばしば書籍の奉納を行っているほか、二人の間に関する以下の逸話がある。
- 宇治殿（頼通）が参内した際、陽明門の内（左近衛府の前あたり）の置道（貴人用の通路）のほとりに、誰かが落としたと思われる大袋が落ちていた。随身に中身を確認させたところ、文様のある生地を使用した束帯装束一揃えが入っていたが、襟がことのほか広く、その品一つ一つが悉く粗悪であり、経頼が落とした物と思われた。頼通は邸宅に戻ったのち、長絹20疋を持った使いを経頼の許へ遣わせたという。（『古事談』[3]）

- 宇治殿が殿上の小板敷（清涼殿殿上の間の板敷）にて経頼を譴責した。源右府（源師房）のことを謗ったためという。経頼が汗を流しながら退出したところを、紫宸殿の北庇で源経長と出くわした。経頼は火の気のない灰のように全く生気のない様子で「殿下（頼通）の譴責を受けた。運がもう既に尽きてしまった」と言った。その後、経頼は幾ばくも経ないうちに病気になり遂に没したという。（『古事談』[4]）

## 官歴
『公卿補任』による。
- 長徳4年（998年） 正月7日：従五位下（中宮御給）
- 寛弘2年（1005年） 2月：玄蕃頭
- 寛弘6年（1009年） 10月1日：次侍従
- 寛弘7年（1010年） 正月7日：従五位上（玄蕃頭労）。2月16日：少納言
- 寛弘8年（1011年） 2月2日：和泉守（別功）
- 長和3年（1014年） 正月24日：兼左少弁
- 長和4年（1015年） 10月21日：正五位上（造宮行事賞）
- 長和5年（1016年） 正月29日：五位蔵人、左少弁兼帯
- 寛仁2年（1018年） 正月27日：兼近江守、止蔵人、左少弁兼帯
- 寛仁3年（1019年） 12月21日：右中弁、近江守兼帯
- 寛仁4年（1020年） 正月5日：従四位下（弁）。2月6日：従四位上（為和泉守時造宣耀殿功）。3月：兼内蔵頭。11月29日：権左中弁、頭・守兼帯
- 治安2年（1022年） 正月5日：正四位下（石清水行幸行事賞）。4月3日：兼中宮亮、弁兼帯
- 治安3年（1023年） 12月15日：左中弁（平野大原野行幸行事追賞可給之由）、頭・亮兼帯
- 治安4年（1024年） 正月22日：兼丹波守。4月22日：兼造大安寺長官
- 長元2年（1029年） 正月24日：右大弁。正月27日：蔵人頭、右大弁兼帯
- 長元4年（1031年） 2月17日：兼近江権守
- 長元5年（1032年） 正月6日：従三位（平野大原野行幸行事追賞）
- 長元8年（1035年） 10月14日：兼中宮権大夫
- 長元9年（1036年） 9月6日：止中宮権大夫（中宮崩御）
- 長暦元年（1037年） 11月5日：兼兵部卿。日付不詳：兼伊予権守
- 長暦2年（1038年） 正月7日：正三位。6月7日：兼左大弁
- 時期不詳：勘解由長官

## 系譜
『尊卑分脈』による。
- 父：源扶義
- 母：源是輔の娘
- 先妻：不詳
  - 男子：源清房 - 従四位下少納言
  - 男子：尊覚 - 権少僧都
  - 男子：済延 - 権大僧都
  - 男子：隆昭 - 延暦寺
  - 女子：源隆国室
- 後妻：藤原行成の娘
  - 男子：源信房 - 正四位下若狭守
  - 女子：藤原資仲室